# Mary Lanwi
Mary Lanwi, née le 22 février 1921 sur l'atoll de Jaluit dans les îles Marshall, est une éducatrice, militante pour les droits des femmes et promotrice de l'artisanat traditionnel aux Îles Marshall.
Féministe, pionnière féminine de l'enseignement dans les îles, elle passe pour être probablement la première femme marshallaise à commencer à travailler en dehors de la maison. Responsable des intérêts des femmes des îles pendant près de vingt ans, elle organise les clubs féminins, crée des troupes de guides scoutes, et des programmes de formation féminins.
Elle organise ensuite et dirige la coopérative de diffusion de l'artisanat local, permettant aux femmes de subvenir à leurs besoins. En 1974, elle est la seule femme élue pour servir comme déléguée à la Convention constitutionnelle des États fédérés de Micronésie. Elle participe à la fondation d'un musée, et siège au Conseil de planification du territoire sous tutelle des îles du Pacifique et au Conseil de l'industrie privée.

## Biographie

### Famille et formation
Mary Heine naît le 22 février 1921 sur l'atoll de Jaluit dans les îles Marshall. Sa mère Grace est originaire de l'atoll d'Ebon, et son père Claude Heine est le fils du missionnaire australien Carl Heine. Elle a deux sœurs et deux frères, dont l'homme politique Dwight Heine,.
Elle commence ses études à l'école de ses parents, puis elle est envoyée à la Jabwor Training School, une école de filles gérée par des missionnaires sur son atoll. Elle s'installe ensuite en 1937 avec sa famille sur l'île de Kosrae, actuellement dans les États fédérés de Micronésie, où elle poursuit ses études à la Mwot Christian School jusqu'en 1940. Cette année-là, le jour même de sa remise de diplôme, elle épouse son ami d'enfance et camarade de classe Isaac Lanwi. Il devient ensuite médecin et résident éminent des îles, puis est élu sénateur au Congrès de Micronésie ; ils auront neuf enfants,,,.

### Éducatrice
Après avoir fini ses études, Mary Lanwi commence à enseigner dans des écoles de mission, en commençant par l'établissement qu'elle a fréquenté elle-même à Kosrae, devenant « peut-être la première femme marshallaise à commencer à travailler à l'extérieur de la maison », bien que ce travail ne soit pas rémunéré à cause des règles des missions interdisant de verser un salaire au personnel féminin. En 1943, lorsque la Seconde Guerre mondiale atteint les îles alors contrôlées par les Japonais, elle quitte l'île de Kosrae et s'installe à Laura, sur l'atoll de Majuro, dans les îles Marshall, où elle enseigne à l'école de la mission,.
Elle enseigne ensuite à l'école chrétienne de Rongrong de 1945 à 1948. Pendant la guerre, les parents et le grand-père de Mary Lanwi meurent en détention, prisonniers des Japonais. Elle interrompt son enseignement de 1948 à 1957, pour élever sa famille. Lorsqu'elle reprend l'enseignement en 1957, à l'école intermédiaire des Îles Marshall, c'est la première fois qu'elle est rémunérée pour son travail.

### Responsable féministe
Mary Lanwi est également connue pour son militantisme en faveur des droits des femmes, depuis qu'elle est enseignante à l'école intermédiaire des Îles Marshall à la fin des années 1950 ; elle est décrite comme « l'un des premiers modèles pour les femmes marshallaises », les incitant à travailler en dehors de la maison.
À partir de 1958, elle est pendant près de deux décennies la responsable des intérêts des femmes des îles,,. Elle organise à ce titre une cinquantaine de clubs de femmes, ainsi que des troupes de guides scoutes, et elle supervise de vastes programmes de formation pour les femmes et pour les filles.

### Promotion de l'artisanat, organisation de coopérative
En parallèle à son travail pour l'autonomisation des femmes, elle encourage et promeut l’industrie artisanale des îles, voyant son potentiel pour permettre aux femmes marshallaises de subvenir financièrement aux besoins de leur famille. Elle organise en 1967 les cinquante clubs de femmes au sein de la coopérative artisanale, une organisation basée à Majuro qui achète et vend les produits de l'artisanat traditionnel des îles Marshall,.
Avec le succès de la coopérative, Mary Lanwi démissionne de son poste de responsable des intérêts des femmes en 1976 et elle se met à superviser la coopérative à plein temps, ce qu'elle continue à faire jusqu'à sa retraite vers 1995,,.

### Déléguée à la Convention micronésienne
En 1974, Mary Lanwi est élue déléguée à la Convention constitutionnelle micronésienne, où elle est la seule femme déléguée, représentant l'atoll d'Ebon,,. Avant l'ouverture du musée Alele au début des années 1980, elle siège à son conseil fondateur, et elle est décrite comme une personnalité décisive dans la création de ce musée,. Elle exerce d'autres fonctions importantes au cours de cette période, notamment dans le Conseil de planification du territoire sous tutelle des îles du Pacifique et le Conseil de l'industrie privée.
La vie ultérieure de Mary Lanwi est peu connue, la dernière mention d'elle est de 2004.